# Salix sigemitui
Salix sigemitui är en videväxtart som beskrevs av A. Kimura. Salix sigemitui ingår i släktet viden, och familjen videväxter. Inga underarter finns listade i Catalogue of Life.